# Michel Cerneus
Michel Cerneus (Amsterdam, 12 oktober 1976) is een voormalig Nederlands professioneel wielrenner. Cerneus was een getalenteerd klimmer en werd op zijn 19e beroepsrenner. Hij heeft drie seizoenen als prof gereden maar behaalde in deze jaren geen grote overwinningen. Bij de amateurs behaalde hij twee maal een zilveren medaille bij de Nederlands Kampioenschappen op de weg.

## Belangrijkste resultaten
1996
- Nederlands kampioenschap op de weg, Beloften

2000
- Nederlands kampioenschap op de weg, Elite.

## Resultaten in voornaamste wedstrijden
| Jaar | Gent-Wevelgem |
| ---- | ------------- |
| 1997 | 113e          |